# زبان نشانه گذاری احساسات
 زبان نشانه گذاری احساسات(EML یا EmotionML) برای اولین بار توسط گروه W3C (EmoXG) Emotion Incubator  به عنوان یک زبان تفسیر و بازنمایی احساسات همه منظوره تعریف شده است که باید در زمینه‌های مختلف فناوری که در آن احساسات نیاز به بازنمایی دارند قابل استفاده باشد. محاسبات عواطف-محور (یا " محاسبات عاطفی ") با پیچیده تر شدن سیستم های فناوری تعاملی اهمیت پیدا می کند. نمایش حالات احساسی کاربر یا حالت‌های احساسی که باید توسط یک رابط کاربری شبیه‌سازی شود، نیاز به یک قالب نمایش مناسب دارد؛ در این شرایط از زبان نشانه گذاری استفاده می‌شود.
نسخه‌ی 1.0 EmotionML توسط این گروه در می ماه سال 2014 منتشر شد.
تاریخچه
در سال 2006، اولین گروه W3C Incubator،  گروه Emotion Incubator Group (EmoXG)، راه اندازی شد تا درمورد "زبانی برای نمایش حالات عاطفی کاربران و حالات احساسی شبیه سازی شده توسط رابط های کاربری" تحقیق کند که گزارش نهایی آن در 10 جولای 2007 منتشر شد.
در سال 2007، گروه اEmotion Markup Language Incubator Group (EmotionML XG) به عنوان دنباله‌ای از گروه Emotion Incubator Group راه‌اندازی شد برای اینکه "پیش‌نویس مشخصات برای زبان نشانه‌گذاری احساسات طرح شود، تا به گونه‌ای که برای افراد غیر متخصص در دسترس باشد مستندسازی شود، و کاربرد آن در ارتباط با تعدادی از نشانه‌گذاری های موجود نشان داده شود".  گزارش نهایی گروه Emotion Markup Language Incubator Group ، عناصر زبان نشانه‌گذاری احساسات1.0، در 20 نوامبر 2008 منتشر شد.
سپس این کار در سال 2009 در چارچوب فعالیت تعامل چندوجهی W3C ادامه یافت، با اولین پیش نویس عمومی "زبان نشانه گذاری احساسات (EmotionML) 1.0 " که در 29 اکتبر ماه 2009 منتشر شد.  پیش نویس‌کار آخرین فراخوان " زبان نشانه گذاری احساسات 1.0 "، در 7 آوریل 2011 منتشر شد.  پیش نویس‌کار آخرین فراخوان همه مسائل باز که از بازخوردهای جامعه در مورد پیش‌نویس‌کار فراخوان اول و همچنین نتایج کارگاهی که در اکتبر 2010 در پاریس برگزار شد، برخاسته بود، مطرح می‌کرد.  همراه با آخرین پیش نویس کار آخرین فراخوان، فهرستی از واژگان برای EmotionML  منتشر شده است تا به توسعه دهندگان کمک کند تا از واژگان رایج برای تفسیر یا بازنمایی احساسات استفاده کنند.
به‌روزرسانی‌های پیش‌نویس سالانه تا پایان نسخه 1.0 ،در سال 2014 به پایان رسید.
دلایل تعریف زبان نشانه گذاری احساسات
یک استاندارد برای زبان نشانه گذاری احساسات برای اهداف زیر مفید است:
- برای تقویت ارتباطات انسان و انسان یا انسان و ماشین با واسطه کامپیوتر . عواطف بخش اساسی ارتباطات انسانی هستند و بنابراین باید به آنها توجه شوند، به عنوان مثال: در سیستم‌های چت احساسی یا جعبه‌های صوتی تاکیدی. این، مشخص‌کردن، تجزیه‌و‌تحلیل و نمایش حالات مربوط به احساسات را شامل می‌شود.
- برای افزایش کارایی پردازش سیستم ها. احساسات و هوش به شدت به هم مرتبط هستند. مدل‌سازی احساسات انسانی در پردازش کامپیوتری می‌تواند به ساختن سیستم‌های کارآمدتر کمک کند، به عنوان مثال: استفاده از مدل‌های احساسی
- برای اجرای تصمیم‌گیری‌های محدود زمان برای امکان تجزیه و تحلیل رفتار غیرکلامی، احساسات، حالات ذهنی که می‌توان با استفاده از سرویس‌های وب برای جمع‌آوری، تجزیه و تحلیل و گزارش داده‌ها ارائه کرد.

نمونه‌های عینی از فناوری موجود که می‌تواند EmotionML را به کار‌گیرد عبارتند از:
- نظرات کاوی / تجزیه و تحلیل احساسات در وب 2.0، برای ردیابی خودکار نگرش مشتری در مورد یک محصول در سایت‌ها.
- نظارت مؤثر، مانند برنامه‌های زندگی به کمک محیط ، تشخیص ترس برای اهداف نظارتی، یا استفاده از حسگرهای پوشیدنی برای آزمایش رضایت مشتری؛
- فن آوری های سلامتی، که با هدف بهبود رفاه فرد، با توجه به وضعیت عاطفی فرد به او کمک می‌کند.
- طراحی و کنترل کاراکتر برای بازی‌ها و دنیای مجازی؛
- ساخت سرویس‌های وب برای جمع‌آوری، تجزیه و تحلیل و گزارش داده‌های رفتار غیرکلامی، احساسات و حالات‌ذهنی یک فرد یا گروه در سراسر اینترنت با استفاده از فناوری‌های وب استاندارد مانند HTML5 و JSON.
- روبات‌های اجتماعی ، مانند روبات‌های راهنما که با بازدیدکنندگان در ارتباط هستند.
- سنتز گفتار بیانی، تولید گفتار ترکیبی با احساسات مختلف، مانند شاد یا غمگین، دوستانه یا عذرخواهی. گفتار ترکیبی رسا برای مثال اطلاعات بیشتری را در اختیار افراد نابینا و کم بینا قرار می‌دهد و تجربه آن‌ها را از محتوا غنی می‌کند.
- تشخیص احساسات (به عنوان مثال، برای شناسایی مشتریان عصبانی در سیستم‌های گفتگوی صوتی، برای بهبود بازی های رایانه ای یا برنامه‌های آموزش الکترونیکی ).
- حمایت از افراد دارای معلولیت، مانند برنامه‌های آموزشی برای افراد مبتلا به اوتیسم . از EmotionML می‌توان برای واضح ساختن هدف احساسی محتوا استفاده کرد. این افراد دارای ناتوانی‌های یادگیری (مانند سندرم آسپرگر ) را قادر می‌سازد تا زمینه احساسی محتوا را درک کنند.
- EmotionML را می‌توان برای رونوشت و زیرنویس رسانه استفاده کرد. در جایی که احساسات برای کمک به افراد ناشنوا یا کم شنوا که نمی‌توانند موسیقی متن را بشنوند علامت‌گذاری می‌شوند، اطلاعات بیشتری برای غنی‌سازی تجربه آن‌ها از محتوا در دسترس قرار می‌گیرد.

گروه Emotion Incubator، سی و نه مورد استفاده فردی را برای زبان نشانه‌گذاری احساسات فهرست کرده است.
یک روش استاندارد برای علامت‌گذاری داده‌های مورد نیاز چنین «سیستم‌های عواطف-‌محور» در درجه اول، ظرفیت افزایش توسعه را دارد، زیرا داده‌هایی که به روش استاندارد باز‌نویسی شده‌اند را می‌توان آسان‌تر بین سیستم‌ها مبادله کرد و در نتیجه بازار پایگاه‌های اطلاعاتی احساسی را ساده‌تر کرد. این استاندارد می‌تواند برای تسهیل بازار ارائه‌دهندگان برای زیر ماژول‌های سیستم‌های پردازش احساسات استفاده شود، به عنوان مثال: یک سرویس وب برای تشخیص احساسات از متن، گفتار یا ورودی چند وجهی.
چالش‌های تعریف یک زبان نشانه‌گذاری احساسات قابل استفاده در حالت کلی
هر تلاشی برای استانداردسازی توصیف احساسات با استفاده از مجموعه محدودی از توصیف‌گرهای ثابت محکوم به شکست است، زیرا در مورد تعداد احساسات مربوطه، در مورد نام‌هایی که باید به آن‌ها داده شود یا بهترین روش توصیف آن‌ها اتفاق نظر وجود ندارد. به عنوان مثال، تفاوت بین ":)" و "(:" کوچک است، اما استفاده از یک نشانه‌گذاری استاندارد شده ممکن است باعث بی اعتباری یکی از آن‌ها شود. حتی اساساً، فهرست حالت‌های مرتبط با احساسات که باید از هم متمایز شوند، بسته به دامنه کاربرد، و آن جنبهای از احساسات که باید روی آن تمرکز شود، متفاوت است. درواقع، واژگان مورد نیاز ،بستگی به زمینه استفاده دارد.
از طرفی، ساختار اساسی مفاهیم کمتر بحث‌ برانگیز است : عموماً توافق بر این است که احساسات شامل محرک‌ها، ارزیابی‌ها، احساسات، رفتار بیانی از جمله تغییرات فیزیولوژیکی و گرایش‌های کنشی است. احساسات را به طور کل می توان بر حسب دسته بندی یا تعداد کمی از ابعاد توصیف کرد. احساسات شدت دارند و غیره. برای جزئیات، به توضیحات علمی احساسات  در گزارش نهایی گروه Emotion Incubator Group مراجعه کنید.
با توجه به این عدم موافقت در رابطه با توصیفگرها در این بحث، تنها راه عملی برای تعریف زبان نشانه‌گذاری احساسات، تعریف عناصر ساختاری احتمالی است که به کاربران این امکان را می‌دهد تا کلماتی را که برای کارشان مناسب می‌دانند، اضافه کنند.
یک چالش دیگر، ارائه یک زبان نشانه‌گذاری است که به طور کلی قابل استفاده باشد. الزامات ناشی از موارد استفاده مختلف نسبتاً متفاوت است. در حالی که باز نویسی دستی به تمام تمایزات دقیق در نظر گرفته شده در ادبیات علمی نیاز دارد، سیستم‌های تشخیص خودکار معمولاً می‌توانند تنها تعداد بسیار کمی از حالات مختلف را تشخیص دهند و آواتارهای تأثیرگذار به سطح دیگری از جزئیات برای بیان احساسات به روشی مناسب نیاز دارند.
به دلایلی که پیش‌تر به آن‌ها اشاره شد، مشخص است که تنش اجتناب‌ناپذیری بین انعطاف‌پذیری و قابلیت همکاری وجود دارد که باید در ساختاربندی EmotionML مدنظر واقع شود. اصل راهنما در مشخصات آمده شده، ارائه یک انتخاب تنها در جایی که مورد نیاز است و پیشنهاد گزینه‌های پیش فرض معقول برای هر انتخاب بوده است.
برنامه ها و سرویس‌های وب که از زبان نشانه‌گذاری احساسات بهره می‌برند
طیف وسیعی از پروژه‌ها و برنامه‌های کاربردی موجود وجود دارند که زبان نشانه‌گذاری احساسات، ساختار وب‌سرویس‌ها را قادر می‌سازد تا داده‌های جمع‌آوری شده از رفتار غیرکلامی، حالات ذهنی و احساسات افراد را اندازه‌گیری کند و اجازه دهد نتایج در فرمت استاندارد شده با استفاده از فناوری‌های وب استاندارد مانند JSON و HTML5 گزارش و ارائه شوند. یکی از این پروژه ها اندازه‌گیری داده‌های تأثیر در سراسر اینترنت با استفاده از EyesWeb است.
همچنین مشاهده کنید
- Affect display
- Autism friendly
- Human Markup Language

منابع
1. ↑  "Emotion Markup Language". Wikipedia (به انگلیسی). 2022-09-26.
2. ↑  «W3C Emotion Markup Language Incubator Group». www.w3.org. دریافت‌شده در ۲۰۲۴-۰۴-۱۹.
3. ↑  «Emotion Markup Language (EmotionML) 1.0». www.w3.org. دریافت‌شده در ۲۰۲۴-۰۴-۱۹.
4. ↑  «W3C Incubator Activity». www.w3.org. دریافت‌شده در ۲۰۲۴-۰۴-۱۹.
5. ↑  «2006 - W3C». www.w3.org. دریافت‌شده در ۲۰۲۴-۰۴-۱۹.
6. ↑  «W3C Emotion Incubator Group Report 10 July 2007».
7. ↑  «Emotion Markup Language Incubator Group». www.w3.org. دریافت‌شده در ۲۰۲۴-۰۴-۱۹.
8. ↑  «Elements of an EmotionML 1.0, Final Report of the Emotion Markup Language Incubator Group, 20 November 2008».
9. ↑  «"Emotion Markup Language (EmotionML) 1.0».
10. ↑  «Emotion Markup Language (EmotionML) 1.0».
11. ↑  «W3C Emotion Markup Language Workshop — Summary -- 5-7 October 2010». www.w3.org. دریافت‌شده در ۲۰۲۴-۰۴-۱۹.
12. ↑  «"Vocabularies for EmotionML"».
13. ↑  «W3C Emotion Incubator Group». www.w3.org. دریافت‌شده در ۲۰۲۴-۰۴-۱۹.
14. ↑  «"Application of emotionml» (PDF).
15. ↑  «sarc-eyesweb-catalog-sec».